# Charlie Carver

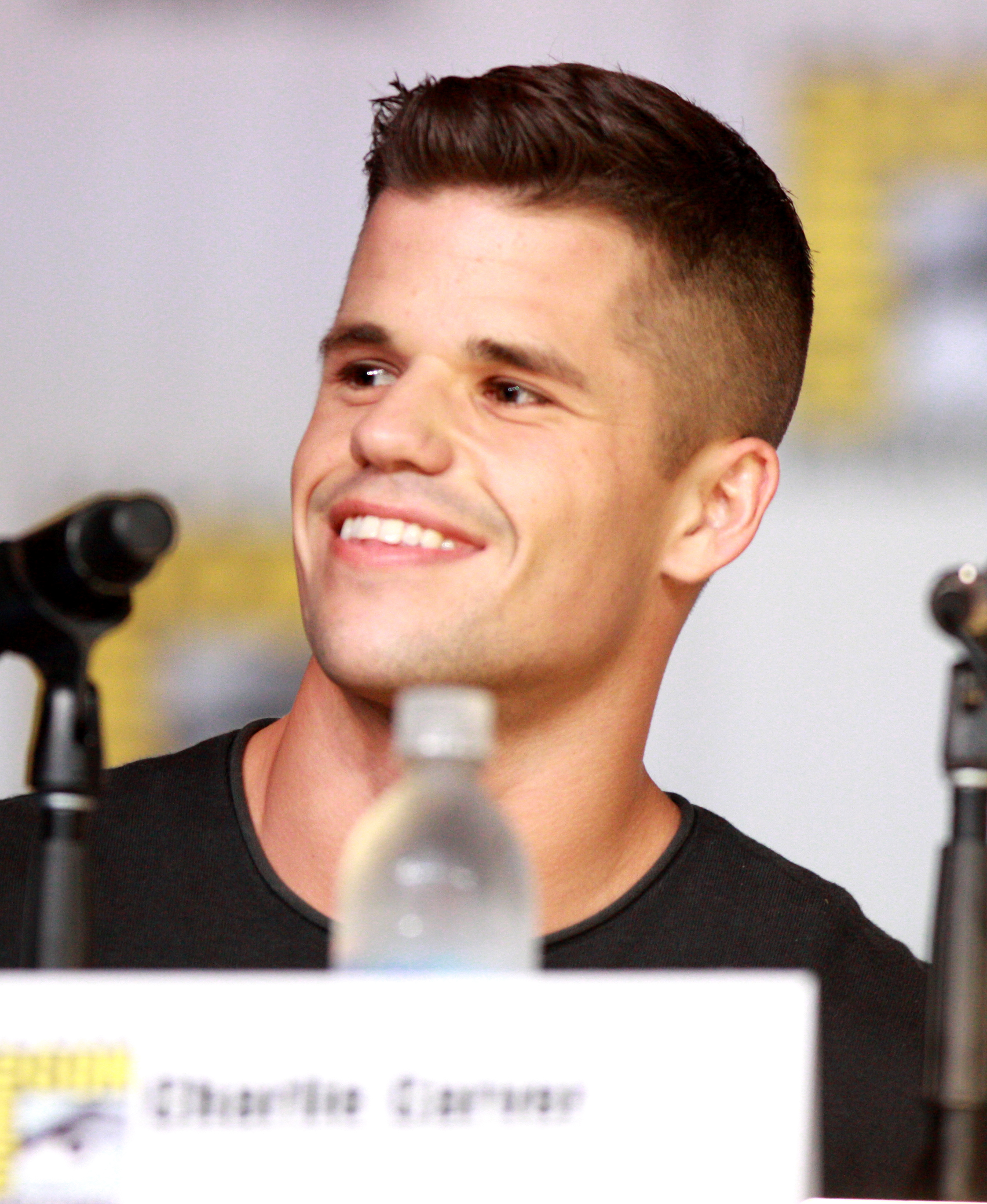
Charlie Carver bei der Comic-Con 2013

Charles Carver Martensen (* 31. Juli 1988 in San Francisco, Kalifornien) ist ein US-amerikanischer Schauspieler, der durch die Rollen Porter Scavo und Ethan in den US-Fernsehserien Desperate Housewives und Teen Wolf bekannt wurde.

## Leben
Charlie Carver wurde sieben Minuten vor seinem Zwillingsbruder Max Carver, der ebenfalls bei Desperate Housewives mitwirkte, geboren. Später zog seine Familie nach Napa Valley. Er besuchte die ACT San Francisco und die University of Southern California. Mit seiner Familie lebt er momentan in San Francisco.
Zwischen 2013 und 2014 war er in der Rolle des Ethan neben seinem Bruder Max in der MTV-Jugendserie Teen Wolf zu sehen. 2014 hatte er zusammen mit seinem Bruder eine Hauptrolle in der HBO-Serie The Leftovers.
Im Januar 2016 machte er seine Homosexualität öffentlich, indem er ein mehrteiliges Essay mit dem Titel „Be who you needed when you were younger“ („Sei der, den du gebraucht hast, als du jünger warst“) via Instagram veröffentlichte.

## Filmografie (Auswahl)
- 2008–2012: Desperate Housewives (Fernsehserie, 62 Folgen)
- 2012: Fred 3: Camp Fred (Fernsehfilm)
- 2013: Restless Virgins
- 2013: Underdogs
- 2013–2014, 2017: Teen Wolf (Fernsehserie, 22 Folgen)
- 2014: Bad Ass 2: Bad Asses
- 2014: The Leftovers (Fernsehserie, 10 Folgen)
- 2014: Hawaii Five-0 (Fernsehserie, Folge 5x08)
- 2015: I Am Michael
- 2015: The League (Fernsehserie, Folge 7x07)
- 2017: When We Rise (Fernsehserie, Folge 1x01)
- 2017: A Midsummer Night’s Dream
- 2017: Fist Fight
- 2018: In the Cloud
- 2020: The Boys in the Band
- 2020: Ratched (Fernsehserie)
- 2022: The Batman
- 2022: American Horror Story (Fernsehserie)

## Musikvideo
- 2016: The Black Eyed Peas: #WHERESTHELOVE (Feat. The World)
- 2019: Ben Platt: Ease my mind